# مملكة كانا
 مملكة كانا هي إحدى الممالك القديمة في سورية الشرقية، والتي ازدهرت في الألف الثانية قبل الميلاد قرب التقاء نهري الفرات والخابور. تعتبر مملكة كانا من أولى الحضارات التي اعتمدت على الزراعة وذلك منذ أكثر من عشرة آلاف عام. وأيضا اكتشف النحاس وابتدع خلطة البرونز في تل حلف على ضفاف نهر الخابور منذ الألف الثالثة ق.م العائد لتلك المملكة. اكتشفت المملكة عن طريق البعثة الأثرية الأمريكية.